# Capone dużo płacze
Capone dużo płacze (jap. カポネ大いに泣く Kapone ōi ni naku), ang. Capone's Flood of Tears – japoński film komediowy z 1985 roku w reżyserii Seijun Suzuki bazujący na utworze Sueyuki Kajiyama pod tym samym tytułem. 

## Fabuła
Kenichi Hagiwara wciela się w rolę japońskiego piosenkarza Rōkyoku, który wyrusza do Stanów Zjednoczonych wraz z żoną, marząc o sławie i fortunie.

## Obsada
- Kenichi Hagiwara jako Umiemon
- Yūko Tanaka jako Kozome Takonoya
- Kenji Sawada jako Tetsugoro Osawa
- Akira Emoto jako Ushiemon
- Chuck Wilson jako Al Capone
- Hachirō Tako jako Boss żebraków
- Tatsuo Umemiya jako Kyubei Hori
- Kirin Kiki jako Sene Tachikawa
- Miki Takakura jako żona artysty estradowego
- Shunsuke Kariya jako Kondo
- Fujio Tsuneta jako właściciel banku
- Mitsuru Hirata jako Torakichi
- Kirin Kiki jako Sene Tachikawa
- Tōru Minegishi jako Boss Yoshida